# Band Ja Naimon!
Band Ja Naimon! (バンドじゃないもん！, Bandjanaimon!, littéralement traduit par : « Ceci n'est pas un groupe! »), parfois surnommé Banmon! (バンもん！), est un groupe de musique d’idoles japonaises formé en 2012 sous le label Warner Music et produit par l'agence Perfect Music.
Il est actuellement composé de 6 membres, à l'origine un duo. Les fans du groupe sont appelés « monster » (もんスター) et le fan club officiel est Chocolat Club (fondé en février 2015).
Le 28 février 2017, le groupe est introduit pour la première fois dans le Billboard dans la catégorie "Japan Hot 100 artist".

## Histoire
Lors de leur création, le groupe ne compte que deux membres seulement, Misako et Kacchan ; elles étaient connues pour jouer ensemble avec deux batteries sur scène. Le duo fait ses débuts avec un mini album homonyme qui sort en octobre 2012. Ensuite, le groupe sort son premier single Chocolat Love en février 2013, dernier disque sous la formation originale.
En avril 2013, Misako participe à une campagne publicitaire intitulée Kawaii Meets Extra Bass pour les casques audio Extra Bass de Sony.
Trois nouveaux membres (Ramune, Shioringo, et Gumi) rejoignent le groupe en mai 2013 et le groupe devient un quintet. La nouvelle est révélée le 7 mai au cours de leur show sur Ustream. Il s’agissait d’une surprise pour les membres originaux Misako et Kacchan. Le groupe sort son deuxième single et son premier en tant que double face A (dont le groupe agrandi à cinq membres), le 21 août 2013. Un mois plus tard, Kacchan, membre original, obtient son diplôme et quitte le groupe en septembre 2013 afin de se tourner vers une carrière d’actrice. Un nouveau membre, Miyū Mochizuki, intègre le groupe le mois suivant.
Les Band Ja Naimon! et le duo de comiques Razor Ramon animent l’émission de divertissement "Band Ja Nai Zer Ramon" (バンドじゃなイザーラモン) diffusée sur 2.5D à partir de décembre 2013. Ce mois-ci, le groupe sort son troisième single intitulé Yuki Furu Yoru ni Kiss Shite le 18 décembre 2013 en plusieurs éditions.
Ramune Mizutama obitient son diplôme en avril 2014 après un live du groupe d’idoles donné au Dear Stage dans le quartier d'Akihabara, à Tokyo. Elle explique avoir décidé de démissionner en raison des conflits excessifs entre elle et le groupe. En conséquence, le groupe d’idoles a organisé des auditions en mars pour recruter de nouveaux membres. Par chance, Ramune est alors remplacée par deux nouveaux membres Yuzu Amanatsu et Momoko Takeuchi qui ont été présentées aux fans le 6 avril au cours d’un live du groupe au Ueno Brash à Tokyo. Par ailleurs, Momoko est également connue sous le nom de Chanmomo (ちゃんもも◎). Elle est mannequin, talent, présentatrice radio et DJ.
Les membres ont écrit les paroles du quatrième single Tsunagaru! Kanaderu! Music sorti en septembre 2014.
Le groupe sort son 1er album complet Re:start en avril 2015.
Ringo Koishio et Ano (du groupe d'idoles You'll Melt More!) sont nommées mannequins pour l’exposition Tokyo Heroine (トーキョーヒロイン展) le même mois.
Misako est apparue dans le drama Joshi no Jiken wa Taitei, Toire de Okorunoda (女子の事件は大抵、トイレで起こるのだ。) aux côtés de Riko Nakayama (du groupe d'idoles Shiritsu Ebisu Chūgaku) en mai 2015.
Les filles sont apparues dans une publicité TV pour Uchicomi (ウチコミ) en juillet 2015.
Les membres ont servi en tant que mannequins pour la collection de costumes d’Halloween Trick or Treat de Clearstone en octobre 2015.
Le BanMon! Fes (バンもん！Fes.) a eu lieu en octobre 2015. D'autres groupes d'idoles tels que les Mōsō Calibration, You'll Melt More!, les drop, PoP et PassCode se sont produites en tant qu’invités au cours de l'événement.
Misako Suzuhime a écrit les paroles de la chanson White Youth présente sur leur 5e single NaMiDa / White Youth sorti en novembre 2015.
Le groupe d'idoles a été transféré du label Warner Music à Pony Canyon en janvier 2016, ce qui marque ses débuts en major. Le single Kimemaster! / Kimochi Dake Sanka Shimasu., en vente en mai 2016, marque ces débuts major du groupe.
Les filles animent l'émission de radio Band Ja Naimon! no All Night Nippon Mobile Nandamon! (バンドじゃないもん！のオールナイトニッポンモバイルなんだもん！) sur ANN Mobile depuis avril 2016.
Le single Kimemaster! / Kimochi Dake Sanka Shimasu, en vente en mai 2016, a marqué leur second début en major.
Afin de commémorer la sortie du single Natsu no Oh! Vibes / Happy Tour, en août 2016, le groupe d'idoles a donné un concert spécial au bord de la piscine du parc d’attraction Yomiuri Land à Tokyo. Les filles étaient vêtues de maillots de bain sur scène.
Des sous-groupes ont été créés au cours de l'été 2016: Chou Chou Cream (Ringo Koishio, Miyu Mochizuki), Blue Twins (Gumi Nanase, Takeuchi Momoko), et Cotton Rabbits (Misako Suzuhime, Yuzu Amanatsu).
Les Band Ja Naimon! ont sorti simultanément les singles Yakimochi et Yatta le 11 janvier 2017.
À partir du 1er janvier 2017, un des membres du groupe, Momoko Tackeuchi change son nom de scène pour s'appeler Omomoko Sunrise (大桃子サンライズ).
Misako Suzuhime attrape la grippe et a dû manquer plusieurs événements et concerts en janvier 2017.
Yuzu Amanatsu a remporté la saison 6 de Sakidol Ace Survival (サキドルエースSurvival) en mars 2017 ; le concours est organisé par le magazine Weekly Young Jump (週刊ヤングジャンプ).
Le 2e album studio du groupe Kanpeki Shugi no Sekai ni Fukanzen na Ongaku wo♡ est sorti en mars 2017 ; il inclut la chanson Seishun Karada Da Dash! (青春カラダダダッシュ! ) dont le clip vidéo est posté le même mois.
Le single Metamoriser, en vente en mai 2017, est la chanson thème de fin de l'anime Tsugumomo.

## Membres du groupe
| Nom             | Nom en kanji    | Surnom                 | Remarques |                 |                 |
| Membres actuels | Membres actuels | Membres actuels        | Membres actuels | Membres actuels | Membres actuels |
| --------------- | --------------- | ---------------------- | --- | --------------- | --------------- |
| Misako Suzuhime | 鈴姫みさこ      | Misako (みさこ)        | Membre d'origine |                 |                 |
| Ringo Koishio   | 恋汐りんご      | Shioringo (しおりんご) | Membre additionnel (arrivé en mai 2013)                                                                               |                 |                 |
| Gumi Nanase     | 七星ぐみ        | Gumi (ぐみ)            | Membre additionnel (arrivé en mai 2013)                                                                               |                 |                 |
| Miyu Mochizuki  | 望月みゆ        | Miyu (みゆ)            | Membre additionnel (arrivé en octobre 2013)                                                                           |                 |                 |
| Yuzu Amanatsu   | 甘夏ゆず        | Yuzu (ゆず)            | Membre additionnel (arrivée en avril 2014)                                                                            |                 |                 |
| Momoko Takeuchi | 天照大桃子      | Chanmomo (ちゃんもも◎) | Membre additionnel (arrivée en avril 2014) Son nom scène est DaiMomoko Sunrise (大桃子サンライズ) depuis janvier 2017 |                 |                 |
| Anciens membres |                 |                        | |                 |                 |
| Saori Kaneko    | 金子沙織        | Kacchan (かっちゃん)   | Membre d'origine (diplômée en septembre 2013)                                                                         |                 |                 |
| Ramune Mizutama | 水玉らむね      | Ramune                 | Membre additionnel (arrivée en mai 2013 ; diplômée en avril 2014)                                                     |                 |                 |

## Discographie

### Albums
Mini album
Album studio